# 唐·麥可·保羅
唐·麥可·保羅（英語：Don Michael Paul，1963年4月17日—）是一名美國男導演、演員、編劇和製片人。他參演過較著名的作品如《燃燒的心》（1989年）、《富家女之戀》（1991年）與《機械戰爭》（1993年）。
他於2002年推出了首部執導的電影《黑獄風雲》。

## 作品列表

### 演員
- 赢家通吃/Winners Take All (1987)
- Rolling Vengeance (1987)
- Aloha Summer (1988)
- 冬人/Winter People (1989)
- 燃燒的心/Heart of Dixie (1989)
- 富家女之戀/Rich Girl (1991)
- 機械戰爭/Robot Wars (1993)
- Models Inc. (1994，電視劇)
- Jet Stream (2011)

### 編導
- 尖峰戰士/Cyborg (1989)-額外編劇（未掛名）和音效助理剪輯
- 1996暴力衝鋒隊/Harley Davidson and the Marlboro Man (1991)-編劇
- 玻璃絲襪/Silk Stalkings (1998，電視劇)-編劇
- The Disciples (1999)-編劇
- 西部七俠/The Magnificent Seven (2000，電視劇)-編劇
- 黑獄風雲/Half Past Dead (2002)-導演和編劇
- 毒夢園/The Garden (2006)-導演
- 黑獄風雲2/Half Past Dead 2 (2007)-編劇
- 誰是你的球僮/Who's Your Caddy? (2007)-導演和編劇
- 史前巨鱷：最终章/Lake Placid: The Final Chapter (2012)-導演
- 英雄連隊/Company of Heroes (2013)-導演
- Taken: The Search for Sophie Parker (2013)-導演
- 鍋蓋頭2：火線戰場/Jarhead 2: Field of Fire (2014)-導演
- 戰略陰謀5/Sniper: Legacy (2014)-導演和編劇
- 從地心竄出5/Tremors 5: Bloodlines (2015)-導演
- 魔鬼孩子王2/Kindergarten Cop 2 (2016)-導演
- 戰略陰謀：神鬼狙擊手/Sniper: Ghost Shooter (2016)-導演
- 第四帝國：拂曉/Beyond Valkyrie: Dawn of the 4th Reich (2016)-編劇
- 死亡飞车：混乱之上/Death Race 4: Beyond Anarchy (2018)-導演和編劇
- 從地心竄出6：酷寒地獄/Tremors: A Cold Day in Hell (2018)-導演
- 蝎子王5：灵魂之书/Scorpion King: Book of Souls (2018)-導演
- 鍋蓋頭4：回歸法則/Jarhead: Law of Return (2019)-導演和編劇
- 從地心竄出7：尖叫島/Tremors: Island Fury (2020)-導演和編劇[3]
- 防弹2/Bulletproof 2 (2020)-導演

## 外部連結
- 唐·麥可·保羅在互联网电影资料库（IMDb）上的資料（英文）